# Водне поло на літніх Олімпійських іграх 1968
Змагання з водного поло на літніх Олімпійських іграх 1968 в Мехіко тривали з 14 до 25 жовтня в Олімпійському басейні імені Франсіско Маркеса. 16 чоловічих збірних розіграли 1 комплект нагород.
Збірна Австралії була однією з шістнадцяти збірних, які кваліфікувалися на турнір. Однак Австралійський олімпійський комітет (АОК) відмовився оплачувати вартість поїздки гравців. Тоді гравці вирішили поїхати за власний рахунок, але АОК повідомив про це організаторів, і ті відмовили збірній у праві на виступ.

## Учасники
Група A
- Австралія
- Бразилія
- Куба
- Угорщина
- СРСР
- Іспанія
- США
- Західна Німеччина

Група B
- НДР
- Єгипет
- Греція
- Італія
- Японія
- Мексика
- Нідерланди
- Югославія

## Кваліфікаційний раунд
- 24 жовтня 1968 — 13/15 місце

| Бразилія | 5 – 3 | Єгипет |

- 24 жовтня 1968 — 9/12 місце

| Мексика | 3 – 6 | Західна Німеччина |
| Іспанія | 5 – 0 | Японія            |

- 24 жовтня 1968 — 5/8 місце

| НДР | 8 – 2 | Куба       |
| США | 6 – 3 | Нідерланди |

- 24 жовтня 1968 — Півфінал

| Югославія | 8 – 6 | Угорщина |
| СРСР      | 8 – 5 | Італія   |

## Фінальний раунд
- 25 жовтня 1968 — 13 місце

| Бразилія | 5 – 2 | Греція |

- 25 жовтня 1968 — 11 місце

| Мексика | 5 – 4 | Японія |

- 25 жовтня 1968 — 9 місце

| Іспанія | 7 – 5 | Західна Німеччина |

- 25 жовтня 1968 — 7 місце

| Нідерланди | 8 – 5 | Куба |

- 25 жовтня 1968 — 5 місце

| США | 6 – 4 | НДР |

- 25 жовтня 1968 — Матч за 3 місце

| Угорщина | 9 – 4 | Італія |

- 25 жовтня 1968 — Фінал

| Югославія | 13 – 11 [aet] | СРСР |

## Результати
| Місце | Збірна            |
| ----- | ----------------- |
|       | Югославія         |
|       | СРСР              |
|       | Угорщина          |
| 4.    | Італія            |
| 5.    | США               |
| 6.    | НДР               |
| 7.    | Нідерланди        |
| 8.    | Куба              |
| 9.    | Іспанія           |
| 10.   | Західна Німеччина |
| 11.   | Мексика           |
| 12.   | Японія            |
| 13.   | Бразилія          |
| 14.   | Греція            |
| 15.   | Єгипет            |

## Медалісти
| Золото | Срібло | Бронза |
| ЮгославіяОзрен Боначич Деян Дабович Здравко Хебель Зоран Янкович Рональд Лопатни Урош Марович Джордже Перишич Мирослав Поляк Мирко Сандич Карло Стипанич Іво Трумбич Головний тренер: | СРСРВадим Гуляєв Гіві Чикваная Брис Гришин Вадим Гуляєв Олексій Баркалов Юрій Григоровський Володимир Семенов Олександр Шидловський В'ячеслав Скок Леонід Осипов Олег Бовін Головний тренер: — | УгорщинаАндраш Боднар Золтан Деметер Ласло Фелкаї Ференц Конрад Янош Конрад Міхай Маєр Ласло Шароші Янош Штайнмец Ендре Мольнар Денеш Почик Іштван Сівош, мол. Головний тренер: |